# 妖怪文書一覧
妖怪文書の一覧（ようかいぶんしょのいちらん）は、書物・巻物・画集などのうち、その全部または相当量が妖怪に関する記述であるものの一覧。

## 凡例
1. 年代順に配列する。
2. 創作作品（『ゲゲゲの鬼太郎』など）は含めない。
3. カッコ内は著者・発行年。必要なとき国名。

## 日本
- 『日本霊異記』鬼など
- 『御伽草子』
- 『細川一休』
- 『今昔物語集』鬼・百鬼夜行その他
- 『曽呂利物語』（1663年）
- 『伽婢子』（浅井了意 1666年） 『狗張子』（浅井了意 1692年）
- 『諸国百物語』（著者不詳 1677年）
- 『百怪図巻』（佐脇嵩之 1737年）
- 『稲生物怪録』『稲亭物怪録』
- 『蕪村妖怪絵巻』
- 『姫国山海録』（山谷先生 1762年）
- 『画図百鬼夜行』（鳥山石燕 1776年）
- 『今昔画図続百鬼』（鳥山石燕 1779年）
- 『今昔百鬼拾遺』（鳥山石燕 1780年）
- 『百器徒然袋』（鳥山石燕 1784年）
- 『夭怪着到牒』（北尾政美1788年）
- 『異魔話武可誌』（勝川春英、勝川春章 1790年）（『列国怪談聞書帖』『怪談百鬼図会』）
- 『耳袋』狐・河童など（根岸鎮衛 1785年）
- 『仙境異聞』天狗（平田篤胤 1822年）
- 『絵本百物語（桃山人夜話）』（竹原春泉 1841年）
- 『北向山霊験記戸隠山鬼女紅葉退治之傳全』（1886年）
- 『新形三十六怪撰』（月岡芳年 1889年）
- 『怪談』（小泉八雲 1904年）
- 『遠野物語』座敷童、河童、その他（柳田國男 1912年）
- 『妖怪談義』（柳田國男 1956年）
- 『水木しげるの妖怪事典』（水木しげる 1981年）
- 『日本妖怪大全』（水木しげる 1991年）
- 『新耳袋』（1990年）
- 『妖怪事典』（村上健司 2000年）

## 中国
- 『瑣語』汲冢書の一類
- 『穆天子伝』汲冢書の一類
- 『禹本紀』
- 『齊諧』
- 『山海経』
- 『漢武洞冥記』
- 『漢武故事』
- 『漢武內伝』
- 『列仙伝』
- 『神異経』
- 『十洲記』
- 『異聞記』
- 『博物志』
- 『集靈記』
- 『列異伝』
- 『靈鬼志』
- 『齊諧記』
- 『續齊諧記』
- 『神仙伝』
- 『神異記』
- 『拾遺記』
- 『述異記』任昉著
- 『述異記』祖沖之著
- 『冥祥記』
- 『宣驗記』
- 『研神記』
- 『陸氏異林』
- 『異苑』
- 『幽明錄』
- 『冤魂志』
- 『甄異伝』
- 『水経注』
- 『搜神記』
- 『搜神後記』
- 『錄異伝』
- 『雜鬼神志怪』
- 『博異志』
- 『旌異記』
- 『酉陽雑俎』
- 『冥報記』
- 『獨異志』
- 『河東記』
- 『集異記』
- 『玄怪錄』
- 『續玄怪錄』
- 『宣室志』
- 『異聞集』
- 『広異記』
- 『太平広記』
- 『夷堅志』
- 『稽神錄』
- 『清異錄』
- 『江淮異人錄』
- 『乘異記』
- 『括異志』
- 『洛中紀異』
- 『幕府燕閒錄』
- 『睽車志』
- 『唐太宗入冥記』
- 『鬼董狐』
- 『湖海新聞夷堅續誌』
- 『誠斎雜記』
- 『續夷堅志』
- 『汴京勼異記』
- 『封神演義』
- 『三遂平妖伝』
- 『西遊記』
- 『西遊補』
- 『南遊記』
- 『剪灯新話』
- 『剪燈余話』
- 『三宝太監西洋記』
- 『涉異志』
- 『北遊記』
- 『東遊記』
- 『庚巳編』
- 『覓燈因話』
- 『平妖記』
- 『獪園』
- 『妄旺錄』
- 『集異新抄』
- 『狐媚叢談』
- 『疑耀』
- 『耳談』
- 『續耳談』
- 『湖海奇聞集』
- 『古今清談萬選』
- 『池上草堂筆記』
- 『籜廊瑣記』
- 『在野邇言』
- 『薰蕕並載』
- 『後西遊記』
- 『續西遊記』
- 『子不語』
- 『遁窟讕言』
- 『耳食錄』
- 『耳郵』
- 『蕉軒摭錄』
- 『客窓偶筆』
- 『里乘』
- 『六合內外瑣言』
- 『三異筆談』
- 『淞濱瑣話』
- 『淞隱漫錄』
- 『挑燈新錄』
- 『聞見異辭』
- 『昔柳摭談』
- 『諧鐸』
- 『夜譚隨錄』
- 『夜雨秋燈錄』
- 『翼駉稗編』
- 『印雪軒隨筆』
- 『螢窓異草』
- 『影談』
- 『鏡花縁』
- 『右合仙館筆記』
- 『閲微草堂筆記』
- 『聊斎志異』

## 西洋
- 『博物誌』（ガイウス・プリニウス・セクンドゥス 77年 古代ローマ）
- 『ガルガンチュワとパンタグリュエル』（フランソワ・ラブレー 1532年 フランス）
- 『カレワラ』（エリアス・リョンロート 1835年 フィンランド）
- 『地獄の辞典』（コラン・ド・プランシー 1863年 フランス）
- 『幻獣辞典』（ホルヘ・ルイス・ボルヘス、マルガリータ・ゲレロ 1967年 アルゼンチン）
- 『An Instinct for Dragons（英語: An Instinct for Dragons）』（ 2002年 フロリダ州）

## インド
- 『ラーマーヤナ』
- 『マハーバーラタ』